# Dmitri Lijachov

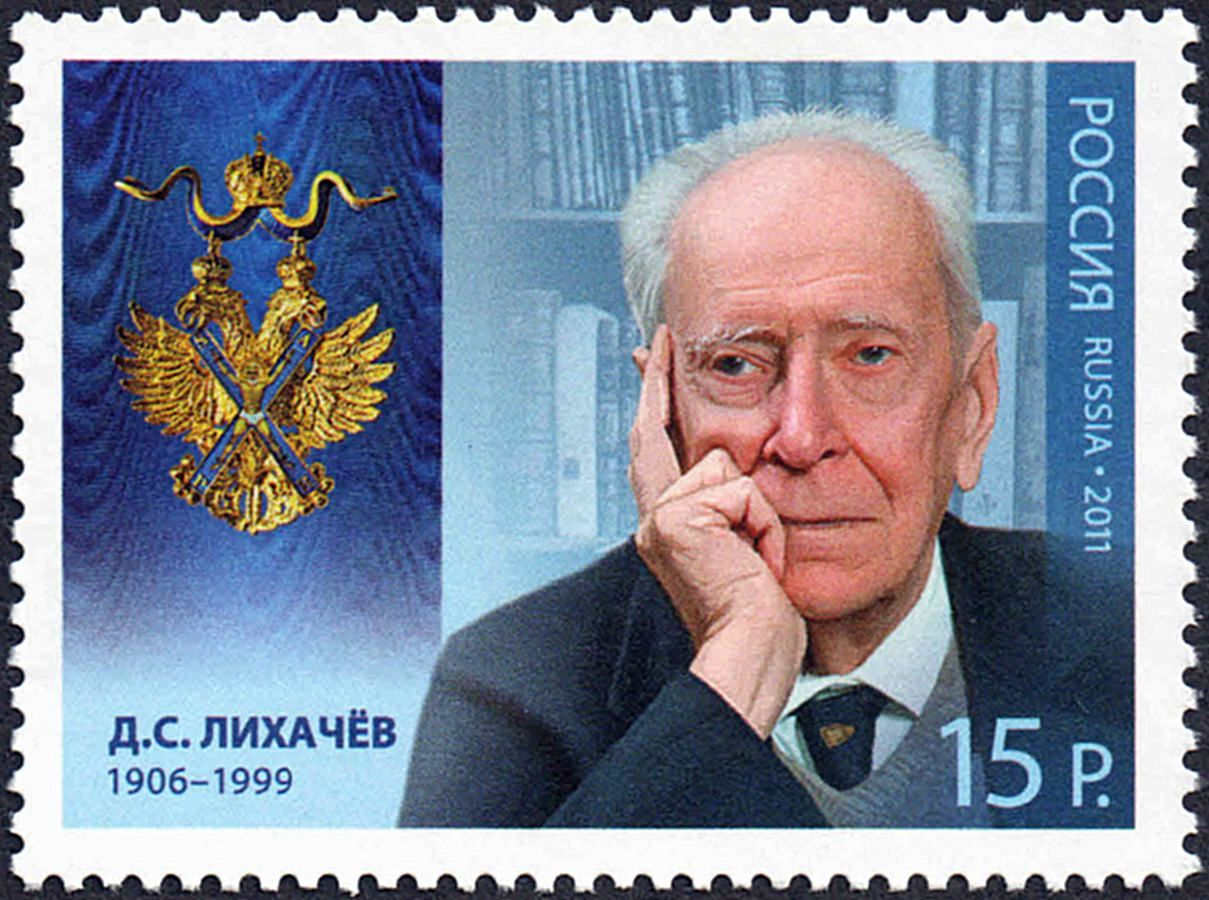
Dmitri Lijachov en un sello de Rusia de 2011

Dmitri Serguéievich Lijachov (ruso: Дми́трий Серге́евич Лихачёв, también Dmitri Likhachev o Likhachyov; 28 de noviembre [O.S. 15 de noviembre] de 1906-30 de septiembre de 1999) fue un medievalista y lingüista ruso, antiguo recluso del campo de trabajos de Solovkí del Gulag. Durante su vida, Lijachov fue considerado el principal estudioso del antiguo eslavo oriental y su literatura.
Fue venerado como "el último de los viejos de San Petersburgo" y como "guardián de la cultura nacional". Debido a su alto perfil como escritor disidente soviético, crítico social y activista durante su vida posterior, a menudo se hacía referencia a Lijachov como "la conciencia de Rusia".

## Vida y carrera
Dmitri Lijachov nació en San Petersburgo. Desde su más tierna infancia sintió pasión por la literatura, aunque sus padres no aprobaron este interés.
En una entrevista de 1987 con David Remnick, Lijachov recordó cómo había "observado las Revoluciones de Febrero y de Octubre desde su ventana".
En 1923, con sólo 16 años, Lijachov ingresó en el Departamento de Lingüística y Literatura de la Universidad de Leningrado. Asistió al mismo tiempo a las secciones romano-germánica y eslava-rusa, obteniendo dos diplomas. En la universidad, el joven Lijachov conoció a muchos científicos destacados y desarrolló su propia forma de pensar. Lijachov se graduó en 1928 en la Universidad de Leningrado. En febrero de 1928, al final de sus estudios, Lijachov fue arrestado y acusado de ser miembro de lo que Remnick llamó "un grupo literario de estudiantes llamado Academia Cósmica de Ciencias", que "representaba una amenaza tan grande para el Kremlin como The Harvard Lampoon para la Casa Blanca".
Para su elección a la "Academia Cósmica", Lijachov había presentado un breve informe en el que se burlaba de las nuevas normas ortográficas de 1918 e instaba a reformarlas restaurando la letra prohibida ѣ (yat). Tras su detención, Lijachov fue confrontado con el documento por un interrogador de la policía secreta soviética, que gritó: "¿Qué quiere decir con reforma de la lengua? Tal vez ni siquiera tengamos lengua bajo el socialismo".
Tras nueve meses en la cárcel, el joven científico fue penado con cinco años de trabajos forzados y confinado ilegalmente sin juicio, pasando los primeros cuatro años en el primer campo de concentración de la URSS, situado en las islas Solovetski en el Mar Blanco y, desde noviembre de 1931, en el campo Belbaltlag, cuyos prisioneros trabajaban en la construcción del canal Mar Blanco-Báltico.
Confinado en el campo de trabajos de Solovkí y el campo Belbaltlag, pasó 5 años estudiando el "folclore criminal" (como él lo denominaba). Dmitri Lijachov escribió su primer artículo científico, Juegos de cartas de los delincuentes, en el campo. Él mismo no jugaba a las cartas, pero era un gran observador. También reunió mucho material sobre el lenguaje de los ladrones y más tarde publicó artículos y un libro sobre la jerga y las costumbres de los ladrones.
En el campo, el trabajo duro, las malas condiciones de vida y las enfermedades dañaron drásticamente la salud de Lijachov, pero sobrevivió. En las Solovkí conoció tanto a intelectuales rusos prisioneros como a verdaderos criminales, que le salvaron la vida. Como dijo Dmitri Lijachov muchos años después: "En las Solovkí comprendí que cada persona es una persona".
Durante su estancia en las islas, Dmitri Lijachov trabajó durante algún tiempo como miembro del Gabinete Criminológico, organizando una colonia de trabajo para adolescentes y salvándolos de la muerte causada por el hambre, las drogas y el frío.
En la noche del 28 de octubre de 1929, fue convocado para una visita con sus padres y se le ordenó unirse a un grupo de 300 prisioneros destinados a la ejecución. Deseando evitar a sus padres el trauma, Lijachov les dijo que había sido convocado para un trabajo nocturno y que no debían esperarlo. Luego se escondió detrás de una pila de madera y escuchó cómo los trescientos prisioneros eran fusilados y arrojados a una fosa común. A la mañana siguiente, Lijachov volvió de su escondite como un hombre completamente diferente. En una entrevista de 1987 con David Remnick, Lijachov recordó los acontecimientos de aquella noche y concluyó: "El verdugo es más viejo que yo, y sigue vivo".
Tras su liberación en 1932, Lijachov regresó a Leningrado y comenzó su carrera académica en la Casa Pushkin (como se conoce el Instituto de Literatura Rusa), que duró más de 60 años y vio la publicación de más de 500 trabajos académicos. Lijachov no detuvo su trabajo ni siquiera durante el sitio de Leningrado. Creía que Rusia era una parte integral e indivisible de la civilización europea, en contra de la visión euroasiática de Rusia, popular entre Lev Gumiliov, Borís Rybakov y muchos otros contemporáneos.
Lijachov trabajó durante cinco años como corrector de pruebas en la editorial de la Academia de Ciencias de la URSS. En 1936, gracias a las peticiones del presidente de la Academia de Ciencias, Aleksandr Karpinski, los antecedentes penales de Dmitri Lijachov fueron eliminados. En 1938, el talentoso científico se fijó en él y fue invitado al Departamento de Literatura Rusa Antigua del Instituto de Literatura Rusa (conocido como la Casa Pushkin). Dmitri Lijachov trabajó allí hasta el final de su vida.
La literatura de la Rus de Kiev, que en aquella época no recibía mucha atención académica, se convirtió en el principal interés científico de Dmitri Lijachov, quien, a principios de los años cuarenta, era uno de los más reputados especialistas en este ámbito. En 1941, Lijachov presentó su tesis El corpus annalístico de Nóvgorod del siglo XII.
La Segunda Guerra Mundial trajo consigo nuevas pruebas. Lijachov, junto con su mujer y sus hijas gemelas, sobrevivió a los horrores del asedio de Leningrado (1941-1944). Describió su experiencia en un relato, lleno de duros detalles, en el que exponía diferentes tipos de personas y su comportamiento heroico o espantoso cuando se enfrentaban al hambre y la muerte. En 1942, completamente agotado por el hambre y el frío, Dmitri Lijachov comenzó a reunir materiales sobre poesía medieval y pronto publicó el libro Defensa de las antiguas ciudades rusas. En 1943, Lijachov y toda su familia fueron evacuados del sitiado Leningrado por el Camino de la Vida instalándose en Kazán. Al finalizar la guerra, habían regresado a Leningrado.
En 1947, Dmitri Lijachov se doctoró en filología, tras presentar su tesis Ensayos sobre la historia de las formas literarias annalistas de los siglos XI-XVI. Tres años más tarde, se convirtió en profesor de la Universidad Estatal de Leningrado. Desde 1953, fue miembro correspondiente - y, desde 1970, miembro de la Academia de Ciencias de la Unión Soviética.
En 1950, se publicó la edición en dos volúmenes de Lijachov, que contiene obras literarias únicas e importantes, traducidas al ruso moderno: la Crónica Primaria, una historia de la Rus de Kiev de los siglos IX al XII, y Cantar de las huestes de Ígor, un relato basado en una incursión fallida del príncipe Ígor Sviatoslávich del Principado de Nóvgorod-Síverski contra los cumanos en 1185.
Dmitri Lijachov no era un científico ajeno a la vida cotidiana. A partir de los años 50, inició una campaña para salvar los templos de madera del norte de Rusia y conservar el aspecto histórico de las ciudades rusas. Ayudó a fundar los museos de Dostoyevski, Pushkin y Pasternak.
En 1953, Lijachov fue admitido en la Academia de Ciencias de la Unión Soviética como miembro correspondiente. Defendió a Andréi Sájarov, Aleksandr Solzhenitsyn y otros disidentes durante su persecución por parte de las autoridades soviéticas.
En la década de 1960, Lijachov fue uno de los iniciadores del movimiento de protección de monumentos históricos, bibliotecas y archivos. Gracias a Lijachov se salvaron muchos monumentos, como el piso de Marina Tsvetáyeva en Moscú, la Avenida Nevski (que iba a convertirse en una calle comercial) y el Jardín de Alejandro de Leningrado. En la década de 1980, dirigió el Fondo de Cultura soviético (posteriormente rebautizado como Ruso), apoyando el proceso de recuperación por la Iglesia ortodoxa rusa de sus templos, anteriormente apropiados por el gobierno soviético. También participó en la preservación de las minorías nacionales en peligro de extinción y ayudó al regreso a la URSS de personalidades públicas y culturales emigradas.
En 1980, Lijachov fue uno de los miembros de la Academia de Ciencias que se negó a firmar una carta solicitando la expulsión del famoso científico Andréi Sájarov de la Academia debido a la desaprobación pública de Sájarov del envío de tropas soviéticas a Afganistán en 1979.
A pesar de su ajetreada vida social, Lijachov seguía dedicando mucho tiempo al trabajo científico. Centrándose en la literatura rusa antigua, desarrolló el concepto de tiempo y espacio artísticos. En 1969, el investigador fue galardonado con el Premio Estatal de la Unión Soviética por su trabajo Poética de la literatura rusa antigua.
Dmitri Lijachov obtuvo reconocimiento mundial como teórico de la cultura y como publicista. En la década de 1980, desarrolló un concepto que consideraba los problemas de la humanización y la reorientación de los objetivos e ideas educativas. El científico consideraba la cultura como una memoria histórica y como un proceso de acumulación, en lugar de meros cambios consecutivos. Esta postura fue también la base teórica de la atención que Lijachov prestó a los monumentos antiguos, especialmente a la arquitectura. Inspirado por los trabajos de Vladímir Vernadski, Dmitri Lijachov sugirió la idea de una "homosfera", una esfera humana de la Tierra. Su original contribución a la ciencia general fue también el desarrollo de una nueva disciplina llamada ecología de la cultura, que fue definida como una esfera esencial de la vida humana.
Una de las ideas del concepto de Lijachov era la correlación entre cultura y naturaleza. En su libro Poética de los jardines (1982), el arte de los parques y jardines fue considerado por primera vez como un reflejo semiótico de los principales estilos culturales y artísticos y sus correspondientes ideologías.
En Moscú y San Petersburgo, en 1986 creó la Asociación Internacional de intelectuales de la creación «Mir kultury» («Мир культуры», El Mundo de la cultura), con el escritor Nikolái Samvelián, el economista y escritor italiano Giancarlo Pallavicini y otros destacados escritores, artistas y científicos, fue inspirador y presidente durante muchos años.
En 1986, fue elegido primer Presidente del Fondo de Cultura de Rusia. En los años ochenta y noventa se convirtió en una figura más pública, actuando como asesor informal del alcalde de San Petersburgo, Anatoli Sobchak, y del Presidente ruso, Borís Yeltsin. En octubre de 1993, firmó la Carta de los Cuarenta y Dos. Ese mismo año se convirtió en la primera persona en ser nombrada Ciudadano de Honor de San Petersburgo. También presidió la comisión creada para preparar el bicentenario de Aleksandr Pushkin.
Lijachov pensaba en el viaje de su vida como un movimiento vertical, hacia un hogar celestial. Las reflexiones de su experiencia como persona están escritas en el libro Reminiscencias (1995).
Durante la primera visita a Roma  de Gorbachov, la asociación «Mir kultury» entregó oficialmente, en nombre de la Asociación Internacional de intelectuales de la creación, un programa cultural, llamado Manifiesto de los tres por los firmantes fundadores de la asociación, el portavoz ruso Zagladin lo presentó a la prensa mundial en el Foro Itálico, en 1998, como una instancia de la libertad cultural para Rusia y para el mundo, firmado por Dmitri Lijachov, Nikolái Samvelián e Giancarlo Pallavicini.
Las últimas obras de Dmitri Lijachov recogen sus ideas generales sobre su país natal. El libro Pensamientos sobre Rusia, terminado en 1999, pocos días antes de la muerte del autor, está dedicado al lugar de Rusia en la historia del mundo, sus mitos y sus rasgos más característicos. La edición Russian Culture se publicó póstumamente en 2000.
Como gran científico, Lijachov fue miembro extranjero de las Academias de Ciencias de Bulgaria, Hungría y Serbia y miembro correspondiente de las Academias austriaca, estadounidense, británica, italiana y de Gotinga. En 1984, el planeta menor 2877 recibió el nombre de Lijachov.
Un año antes de su muerte, Lijachov se convirtió en el primer receptor de la reinstaurada Orden de San Andrés. 
Dmitri Lijachov murió el 30 de septiembre de 1999.
En 2001, la hija de Lijachov y George Soros establecieron el Fondo Filantrópico Lijachov .

## Familia
En 1936, Lijachov se casó con Zinaída Makárova (1907-2000), quien dedicó toda su vida a su esposo. Tuvieron dos hijas gemelas, Liudmila y Vera (nacidas en 1937).

## Legado
Un planeta menor (2877) Likhachev descubierto en 1969 por la astrónoma soviética Liudmila Chernyj lleva su nombre.

## Honores
- 1952 - Premio Stalin
- 1963 - Elegido miembro de la Academia de Ciencias de Bulgaria
- 1964 - Doctorado honorario de la Universidad de Torun
- 1964 - Doctorado honorario de la Universidad de Oxford
- 1966 - Orden de la Bandera Roja del Trabajo
- 1968 - Elegido miembro de la Academia de Ciencias de Austria
- 1970 - Elegido miembro de la Academia Soviética de Ciencias
- 1964 - Doctorado honorario de la Universidad de Edimburgo
- 1969 - Premio Estatal de la URSS
- 1972 - Elegido miembro de la Academia de Ciencias de Serbia
- 1973 - Elegido miembro de la Academia de Ciencias de Hungría
- 1983 - Doctorado honorario de la Universidad de Burdeos
- 1983 - Doctorado honorario de la Universidad de Zúrich
- 1985 - Doctorado honorario de la Universidad de Budapest
- 1986 - Héroe del Trabajo Socialista
- 1987 – Elegido miembro de la Academia Linceana
- 1988 - Doctorado honorario de la Universidad de Göttingen
- 1991 - Doctorado honorario de la Universidad Charles
- 1992 - Doctorado honorario de la Universidad de Siena
- 1993 - Elegido miembro de la Academia Estadounidense de las Artes y las Ciencias.
- 1993 - Medalla de oro Lomonósov
- 1993 – Ciudadano de Honor de su ciudad natal, San Petersburgo
- 1993 - Premio Estatal de la Federación de Rusia
- 1995 - Elegido miembro de la Sociedad Filosófica estadounidense
- 1998 – Orden de San Andrés

### Medallas
- Medalla "Por la Defensa de Leningrado"
- Medalla "Por Valiente Labor en la Gran Guerra Patria 1941-1945"
- Medalla "Al Valor del Trabajo"
- Medalla Jubilar "En Conmemoración del 100 Aniversario del nacimiento de Vladímir Ilich Lenin"
- Medalla Jubilar "Veinte Años de Victoria en la Gran Guerra Patria 1941-1945"
- Medalla Jubilar "Treinta Años de Victoria en la Gran Guerra Patria 1941-1945"
- Medalla Jubilar "Cuarenta Años de Victoria en la Gran Guerra Patria 1941-1945"
- Medalla "Veterano del Trabajo"

## Obras principales
- 1942 – Defensa de las antiguas ciudades rusas
- 1945 - Autoconciencia nacional de la antigua Rus
- 1947 - Crónicas rusas y su significado cultural
- 1950 - Crónica Primaria (2 volúmenes)
- 1952 - Génesis del Cantar de las huestes de Ígor
- 1955 - Cantar de las huestes de Ígor
- 1958 – Dimensión humana de la literatura rusa antigua
- 1962 – La cultura rusa en la época de Andréi Rubliov y Epifanio el Sabio
- 1962 – Textología
- 1967 - Poética de la literatura rusa antigua
- 1971 – Patrimonio artístico de la antigua Rus en nuestro tiempo
- 1973 - Desarrollo de la literatura rusa antigua: las épocas y estilos
- 1975 - Gran patrimonio: obras clásicas de la literatura rusa antigua
- 1976 - Mundo sonriente de la antigua Rus
- 1978 - El cuento de la campaña de Ígor y la cultura de esa época
- 1981 - Notas rusas
- 1981 – Literatura – Realidad – Literatura
- 1982 – La poesía de los jardines
- 1985 - Cartas sobre la bondad y la belleza
- 1987 – Obras Escogidas, en Tres Volúmenes
- 1989 – De los cuadernos de notas de varios años
- 1992 – Arte Ruso desde la Antigüedad hasta la Vanguardia
- 1995 – Reminiscencias
- 1996 – Ensayos sobre la filosofía de la creatividad artística
- 1997 – Artículos sobre la intelectualidad
- 1999 – Meditaciones sobre Rusia
- 2000 – Ensayos sobre la cultura rusa